# Sachandżeri Mamsurow
Sachandżeri Gidzoewicz Mamsurow (ros. Саханджери Гидзоевич Мамсуров, ur. 7 stycznia 1882 w miejscowości Olginskoje w obwodzie terskim, zm. 28 grudnia 1937) – działacz ruchu rewolucyjnego na Północnym Kaukazie.

## Życiorys
Służył w rosyjskiej armii, 1906 wstąpił do SDPRR, 1917 został członkiem Partii "Kermen", KC tej partii, Władykaukaskiego Komitetu Obwodowego SDPRR(b), członkiem Osetyjskiej Rady Narodowej i przewodniczącym Sekcji Wojskowej Rady Władykaukaskiej. Od lutego 1918 był członkiem Tereckiej Rady Narodowej, od kwietnia 1918 komisarzem Rady Komisarzy Ludowych Tereckiej Republiki Radzieckiej w Gieorgijewsku i komisarzem wojskowym (wojenkomem) Okręgu Piatigorskiego, od czerwca 1918 zastępcą przewodniczącego Komitetu Miejskiego RKP(b) we Władykaukazie, a od lipca do października 1918 zastępcą przewodniczącego Centralnego Komitetu Wykonawczego (CIK) Północnokaukaskiej Republiki Radzieckiej. Od listopada 1918 był p.o. głównodowodzącego wojskami Północnego Kaukazu, od 17 do 30 listopada 1918 członkiem Rady Wojskowo-Rewolucyjnej 11 Armii, od grudnia 1918 członkiem Rady Obrony Północnego Kaukazu i członkiem Biura Górskiej Frakcji Kaukaskiego Komitetu Krajowego RKP(b), a od grudnia 1918 do lutego 1919 przewodniczącym Rady Wojskowo-Rewolucyjnej Wojsk Północnego Kaukazu.
Od marca 1919 był członkiem Górskiej Sekcji Kaukaskiego Komitetu Krajowego RKP(b), od sierpnia do października 1919 prowadził działalność podziemną w Gruzji, w październiku 1919 został aresztowany przez gruzińskie władze i 1920 zesłany do Baku. Od kwietnia do lipca 1920 był przewodniczącym Osetyjsko-Władykaukaskiego Komitetu Rewolucyjnego, od lipca 1920 członkiem Władykaukaskiego Komitetu Okręgowego RKP(b) i członkiem Komitetu Wykonawczego Osetyjskiej Rady Okręgowej, od kwietnia 1921 do sierpnia 1924 członkiem Biura Górskiego Komitetu Obwodowego RKP(b) i jednocześnie od lutego 1922 do lipca 1924 przewodniczącym Rady Komisarzy Ludowych Górskiej ASRR i przewodniczącym Narady Ekonomicznej tej republiki. Od 1 sierpnia 1924 do 29 stycznia 1925 był przewodniczącym Północnoosetyjskiego Obwodowego Komitetu Rewolucyjnego, od lutego 1925 zastępcą przewodniczącego Komitetu Wykonawczego Północnokaukaskiej Rady Krajowej, później przewodniczącym Rady Narodowej Kraju Północnokaukaskiego i pracownikiem Północnokaukaskiej Krajowej Rady Spółdzielni Rolniczych i do grudnia 1935 przewodniczącym komisji eksperckiej Północnokaukaskiej Krajowej Rady Związków Zawodowych.
10 grudnia 1935 został aresztowany, 21 kwietnia 1936 skazany na 10 lat więzienia, później karę zamieniono mu na rozstrzelanie.